# Teloloapan (thành phố)
Teloloapan là thành phố thủ phủ khu đô thị Teloloapan, bang Guerrero, tây nam México.